# Sedlec (okres Mladá Boleslav)
Obec Sedlec se nachází v okrese Mladá Boleslav, kraj Středočeský. Žije zde 263 obyvatel.
Ve vzdálenosti 4 km jihovýchodně leží město Benátky nad Jizerou, 11 km jižně město Milovice, 12 km jižně město Lysá nad Labem a 15 km jihozápadně město Brandýs nad Labem-Stará Boleslav.

## Historie
První písemná zmínka o obci pochází z roku 1227.

### Územněsprávní začlenění
Dějiny územněsprávního začleňování zahrnují období od roku 1850 do současnosti. V chronologickém přehledu je uvedena územně administrativní příslušnost obce v roce, kdy ke změně došlo:
- 1850 země česká, kraj Jičín, politický okres Nymburk, soudní okres Nové Benátky;[4]
- 1855 země česká, kraj Mladá Boleslav, soudní okres Nové Benátky;[4]
- 1868 země česká, politický okres Mladá Boleslav, soudní okres Nové Benátky;[4]
- 1937 země česká, politický okres Mladá Boleslav expozitura Nové Benátky, soudní okres Nové Benátky;[5]
- 1939 země česká, Oberlandrat Jičín, politický okres Mladá Boleslav expozitura Nové Benátky, soudní okres Nové Benátky;[6]
- 1942 země česká, Oberlandrat Praha, politický okres Brandýs nad Labem, soudní okres Nové Benátky;[7]
- 1945 země česká, správní okres Mladá Boleslav, expozitura a soudní okres Benátky nad Jizerou;[8]
- 1949 Pražský kraj, okres Mladá Boleslav;[9]
- 1960 Středočeský kraj, okres Mladá Boleslav.[10]

## Doprava
Silniční doprava
Do obce vedou silnice III. třídy.
Železniční doprava
Železniční trať ani stanice na území obce nejsou. Nejblíže obci je železniční stanice Zdětín u Chotětova ve vzdálenosti 1,5 km ležící na trati 070 v úseku z Neratovic do Mladé Boleslavi.
Autobusová doprava 2025
V obci zastavuje autobusová linka 768 v trase Benátky n.J.,aut.st. - Zdětín - Sedlec - Mečeříž - Dolní Slivno - Kropáčova Vrutice,U Mostu - Košátky - Kropáčova Vrutice,Kojovice - (Byšice). Na hranici katastru obce se též nachází zastávka Benátky n.J.,rozc.Sedlec, na níž zastavuje linka 431 v trase Lysá n.L.,žel.st. - Stará Lysá - Předměřice n.J.,U Kostela - Kochánky - Benátky n.J.,rozc.Sedlec - Benátky n.J.,aut.st. - Zdětín - Chotětov - Bezno - Boreč - Boreč,Žebice - (Skalsko,náves)    